# Белогорлая мадагаскарская кукушка
Белогорлая мадагаска́рская куку́шка (лат. Coua ruficeps) — вид птиц из семейства кукушковых (Cuculidae). Не выделяют подвидов. Эндемик острова Мадагаскар. Распространён на западе Мадагаскара, за исключением крайнего севера, в основном встречается в сухих лиственных лесах. В деградированных местообитаниях он часто является единственным оставшимся представителем рода. Птица стройного телосложения, с довольно длинными ногами, что свидетельствует о преимущественно наземном образе жизни, хотя иногда может забираться невысоко на деревья. Способна бежать с высокой скоростью, когда замечает добычу, или при виде предполагаемой опасности.

## Описание
Белогорлая мадагаскарская кукушка достигает длины 42 см и массы от 182 до 204 г. Половой диморфизм не выражен. Передняя и верхняя части головы рыжеватые или каштаново-коричневые. Голая кожа вокруг глаз цвета индиго, окаймлена узкой чёрной линией над глазами. Чёрная кайма также проходит под глазами, расширяется на кроющих уха и затем продолжается, образуя широкую полосу на затылке. Верхняя часть тела бледно-зеленовато-коричневая или бледно-серовато-оливково-зеленая от затылка до мантии, становящаяся бронзово-зелёной на лопатках и кроющих перьях крыльев и тускло-розовато-коричневая на спине до верхних кроющих перьев хвоста. Маховые перья, первостепенные кроющие и крылышко серо-коричневые, с голубовато-зелёным отливом. Третьестепенные и и большие кроющие перья бледно-зелёные с бронзовыми краями, а средние и малые кроющие перья светло-серовато-зелёные. Слегка ступенчатый хвост с широкими перьями от чёрного до пурпурного цвета с белыми кончиками на 3-5 рулевых перьях. Щеки, подбородок и верхняя часть горла от белого до кремово-коричневого цвета, нижняя часть горла и бока шеи — рыжевато-коричневые или цвета корицы. Грудь светло-пурпурная, брюхо бледно-рыжеватое или коричного цвета до беловатого. Бёдра, подхвостье и нижние кроющие перья хвоста тёмно-коричневые. Радужная оболочка тёмно-коричневая или тёмно-красновато-коричневая. Клюв чёрного цвета с синевато-серым основанием, ноги чёрные.
У молодых особей оперение более тусклое. Макушка светло-коричневая или рыжевато-бурая с черной каймой на перьях. Спина зеленовато-коричневая с бледно-коричневой каймой и черноватыми нижними полосами на перьях. Кончики кроющих перьев крыльев светлые (от серого до охристого цвета). Первостепенные и второстепенные маховые перья чёрные с желтовато-коричневыми концевыми полосами. Хвостовые перья узкие и заострённые, с беловатыми кончиками на 3-5 рулевых перьях. Грудь с рыжеватыми полосами тёмно-серого цвета. Основание клюва изначально розовое.

## Вокализация
Песню описывают как: короткое «whrioouu cou cou», где начальная нота жужжит и затихает, а следующие 2—5 нот звучат намного ниже; или как одиночное, модулированное и низкое «wo-oue», за которым следует пара низких нот «gro». Песня родственного C. olivaceiceps описывается как поразительное, быстро исполняемое «wu-kip-kip-kip-kip-kip-kip-kip…» (состоящее примерно из 12 нот, в среднем за 2 секунды), за которым следует несколько более низкое и приглушенное «grou-grou-grou-grou-grou-grou», первая часть которого считается совершенно уникальной в роде Coua. Также описаны громкая, пронзительная и весьма истерично звучащая серия из 5—20 нот «quee quee quee quee quii quii kou kou kou», или менее истеричная, вначале возрастающая, а затем нисходящая «who who who who wher wher coo coo coo». Разнообразные крики C. olivaceiceps включают: громкое и слегка дребезжащее «dzer dzer dzer dzer dzer»; глубокий скрежещущий звук, издаваемый клювом «brrrrrrr»; тихое тревожное «grr grr grr», низкое «dudududududu», и нисходящую трель «trill, brrrip».